# Tephrozosterops stalkeri
El anteojitos bicolor (Tephrozosterops stalkeri) es una especie de ave paseriforme de la familia Zosteropidae propia de las islas Molucas (Indonesia) en la Wallacea. Es el único miembro del género Tephrozosterops..

## Distribución geográfica y hábitat
Es endémica de la isla de Ceram en Indonesia. Su hábitat natural son los bosques húmedos tropicales.